# 长安乱
《长安乱》，2004年由中国青年出版社出版发行的小说，作者韩寒，是韩寒用解构主义创作的另类武侠小说。

## 内容
古代，武林纷乱不堪，战争频仍，只为争夺“武林盟主”的宝座，朝廷隔山观虎斗，只等各大门派纷纷自相残杀之后收拾残局，一统河山。少林寺5岁的小沙弥释然，聪明伶俐，不喜欢习武，喜欢思考问题，能预知未来。少林寺和武当派一场大战之后，武当派掌门刘云被围住而饿死。

## 角色
- 释然，少林寺弟子，聪明伶俐，喜欢思考问题，能预知未来，恋人是喜乐。

- 释空，少林寺弟子，释然的师兄，喜欢打斗。

- 喜乐，释然的恋人。

- 慧竟，少林寺的主持。

- 刘云，武当派的掌门。

## 风格
小说用幽默讽刺，尤其是反讽的手法，以小沙弥释然从出世的空门到入世的社会，展现了作者对于世界的探究、思考和尝试。

## 相关作品
导演侯咏已经获得韩寒《长安乱》的版权，将把它拍摄成电影，同时韩寒将担任剧本写作人。